# Запоріжсталь
Публічне акціонерне товариство «Запорізький металургійний комбінат «Запоріжсталь» — одне з провідних підприємств металургійної галузі, третій за масштабами виробник металопродукції в Україні.

## Загальна інформація

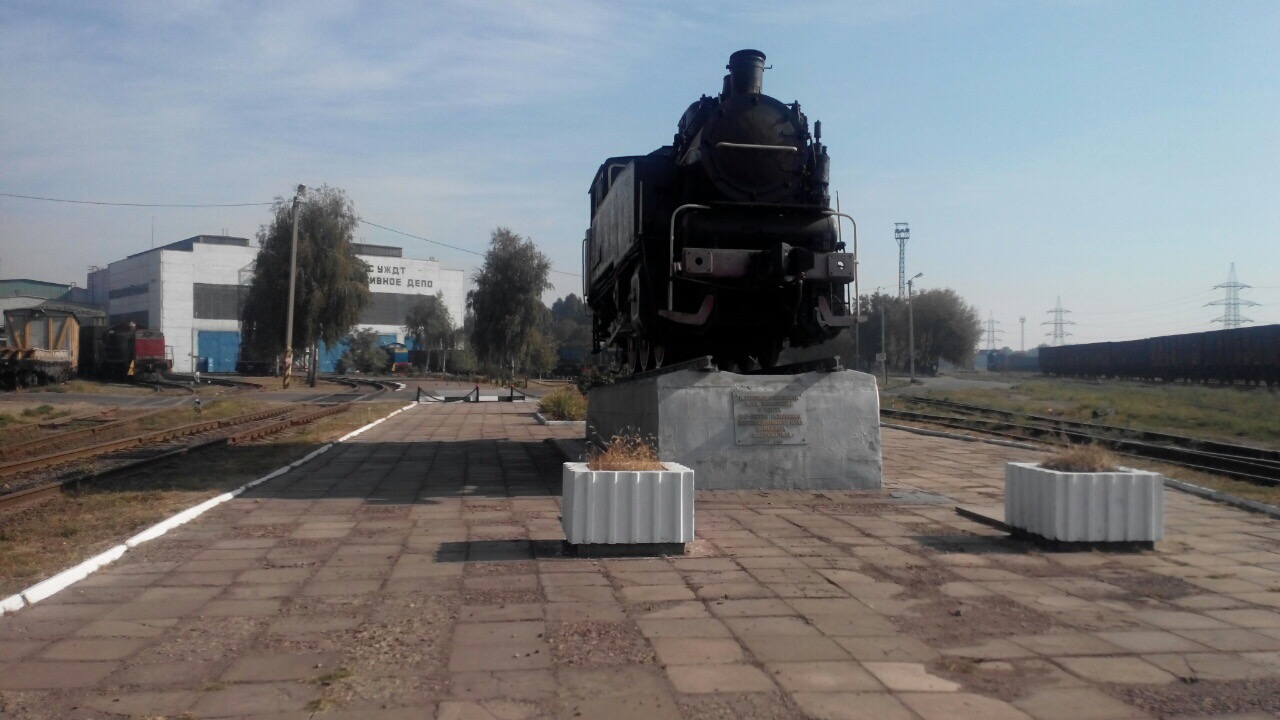
Пам'ятник до 50-річчя залізничного цеху комбінату «Запоріжсталь»

Комбінат входить до десятки найбільших приватних підприємств України (2020), виробляє майже 11 % чавуну і сталі, а також 29,4 % листового прокату в Україні, постачає продукцію на зовнішній ринок.
ПАТ «Запоріжсталь» володіє повним виробничим циклом випуску металургійної продукції. У чотирьох доменних печах комбінат щорічно виплавляє 2,6 млн тонн чавуну високої якості для виробництва сталі, великогабаритного чавунного литва і товарного чавуну в чушках.
Характерною особливістю чавуну виробництва ПАТ «Запоріжсталь» є низький вміст у ньому сірки і фосфору, завдяки чому він має широкий попит на світовому ринку, а також на ринку України.
Основною експортною продукцією цього підприємства на початку XXI ст. є холоднокатаний сталевий лист у рулонах. Частка експорту в загальному обсязі реалізації становить близько 76 %. Комбінат поставляє продукцію більш ніж в 50 країн світу. Серед країн-імпортерів — Китай, Туреччина, Філіппіни, Ізраїль, Малайзія, Італія, США, Росія, Польща, Йорданія.

## Історія
16 листопада 1933 року відзначається як день народження комбінату «Запоріжсталь». Цього дня на доменній печі № 1 була видана перша плавка чавуну. У 1935 році стала до ладу перша мартенівська піч, у 1937 році — слябінг.
У 1941 році, через початок німецько-радянської війни, роботу «Запоріжсталі» було зупинено, а згодом розпочалася його евакуація — металурги вивезли понад 50 тис тонн унікального металургійного обладнання, усі ешелони нараховували близько 10 тис вагонів. Інженер-конструктор Шеремет Олена Семенівна була відповідальною за упорядкування, евакуацію та збереження цінних креслень, проєктно-конструкторської документації «Запоріжсталі». На підготовку унікальних документів до евакуації пішло два тижні. Більшість проєктних матеріалів були американського походження, оскільки чимало обладнання для нового заводу закуповувалося у США й було в єдиному екземплярі. Втрата будь-якого креслення була критичною. Металурги виготовили 170 міцних ящиків, оббили їх усередині водонепроникним матеріалом, а зовні — металевою стрічкою, з метою заощадливого транспортування цінних креслень. Під грифом «Особливий вантаж» Олена Шеремет організувала евакуацію понад 150 тис креслень та кальок, які дбайливо завантажили у два залізничні вагони. 19 серпня 1941 року всю технічну документацію було відправлено на Схід. Майже місяць ешелон прямував пробивався до безпечного місця, потрапляючи під обстріли німецьких військ. У вересні 1941 року вантажний поїзд прибув до Челябінська, проте через декілька днів знову вирушив у дорогу — до Магнітогорська. На місці тимчасової евакуації за цими документами запоріжсталівські промислові агрегати були змонтовані та введені в експлуатацію. Після закінчення німецько-радянської війни Олена Семенівна продовжила роботу у проєктно-конструкторському відділі, начальником механічного сектору та зробила чималий внесок у відновлення роботи «Запоріжсталі» — вже восени 1947 року завод випускав весь довоєнний асортимент продукції.
У 2009 році ПАТ «Запоріжсталь» мала 290,52 млн грн збитку вперше за останні роки. При цьому обсяг виробництва сталевого прокату зменшився порівняно з 2008 роком на 15 %, сталі — на 16,9 %, чавуну — на 16,8 %. Негативна динаміка спостерігалася і у 2010 році.
У складних умовах власники заводу Едуард Шифрін та Алекс Шнайдер вирішили його продати і найвигіднішим стала пропозиція групи російських інвесторів через державний «Зовнішекономбанк» запропонували власникам «Запоріжсталі» $1,7 млрд, чим завадили Рінату Ахметову викупити «Запоріжсталь» (він навіть вніс завдаток за завод). За оцінками аналітиків сума $1,7 млрд перевищує наявну вартість заводу[джерело?].
1 серпня 2016 року зі складу ПАТ «Запоріжсталь» виведені три ремонтні цехи — механічний, ливарний і цех металоконструкцій. Вони утворили окремий завод — Запорізький ливарно-механічний завод (ТОВ «ЗЛМЗ»).
У травні 2017 року завод опинився у центрі розслідування журналістів Wall Street Journal, коли їм вдалось відстежити шлях грошей від російського «Зовнішекономбанку» до будівельного проєкту бізнес-партнера Президента США Дональда Трампа зі зведення готелю та «Башти Трампа» в Торонто, Канада. Коли пан Шнайдер отримав близько $850 млн за свою долю в «Запоріжсталі» від неназваного інвестора, частина отриманих грошей, на думку журналістів, була скерована на фінансування проєкту в Торонто. Участь Дональда Трампа, на той час — приватного підприємця, в проєкті була обмежена ліцензуванням власного бренду.
З 1 червня 2017 року зі складу ПАТ «Запоріжсталь» виведені ще три цехи ЦРМО-1, ЦРМО-2 (цехи ремонту металургійного обладнання) і ЦРЕМЦ (цех ремонту електрообладнання металургійних цехів) — вони увійшли до складу існуючого підприємства — ТОВ «МЕТІНВЕСТ-ПРОМСЕРВІС» зі штаб-квартирою в Маріуполі.
Офіційно, основними акціонерами «Запоріжсталі» є ПрАТ «Систем Кепітал Менеджмент» (71,24 %) і група компаній «Смарт-холдинг» (23,76 %).
Підприємство працює в тісній кооперації з виробником коксу «Запоріжкокс» і виробником вогнетривів «Запоріжвогнетрив», які контролюються «Метінвест Холдингом» [Архівовано 12 листопада 2019 у Wayback Machine.]

### Обсяги виробництва
У 2013 році:
- агломерат — 5,574 млн т;
- чавун — 3,219 млн т;
- сталь — 3,819 млн т.

У 2018 році:
- агломерат — 6,360 млн т;
- чавун — 4,386 млн т;
- сталь — 4,107 млн т.

У 2023 році:
- чавун — 2,718 млн т;
- сталь — 2,466 млн т.

У 2024 році:
- чавун — 3,106 млн т;
- сталь — 2,891 млн т.

### Фінансові показники
2008 рік — чистий прибуток — 47,655 млн грн.
2009 рік — чистий збиток — 290,520 млн грн.
2010 рік — чистий прибуток — 241,166 млн гривень.

## Російське вторгнення в Україну (2022)
У березні 2022 року через загострення військових дій у регіоні ПАТ «Запоріжсталь» зупинила роботу всіх доменних печей на комбвнаті.
У квітні 2022 Доменні печі № 3 і № 4 вивели з гарячої консервації, і з того часу комбінат працював приблизно на 50 % потужності.
2023 року ПАТ «Запоріжсталь» готується відновити роботу доменної печі № 2. Плановою датою введення домни в експлуатацію є перша декада квітня 2023 року.
У 2024 році комбінат продовжував працювати в умовах близькості фронту та спричинених цим ризиків безпеки, суттєвої нестачі персоналу через мобілізацію та міграцію, значних обмежень енергопостачання, кризи на світових ринках та стагнації внутрішнього ринку сталі тощо.

## Технологія і модернізація заводу

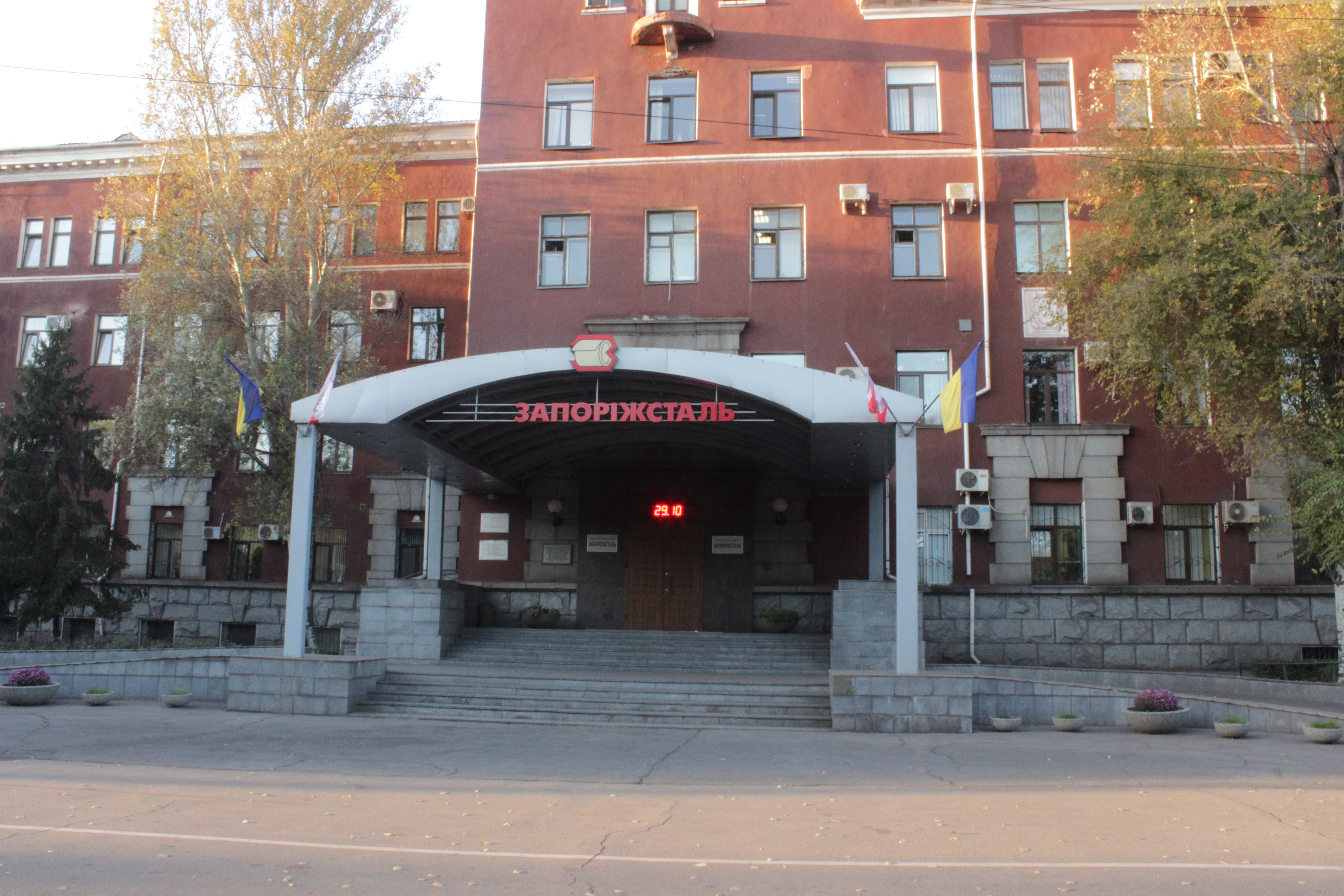
Будинок заводоуправління металургійного комбінату «Запоріжсталь»

Комбінат виробляє гарячекатаний і холоднокатаний лист завтовшки 0,5-7,0 мм з вуглецевих, низьколегованих, легованих і неіржавіючих сталей. Близько 70 % продукції комбінату експортується більш ніж у 70 країн світу. Сталь, що виплавляється, — маловуглецева конструкційна і звичайної якості, низьколегована — розливається в злитки масою до 20 т, використовується для виробництва листового прокату. На обтисковому стані слябінг «1150» прокатуються злитки з вуглецевої, легованої і неіржавіючої сталі на сляби завтовшки 100–200 мм, завширшки 1000–1520 мм, завдовжки 1800-4700 мм. Сляби, призначені для перекочування на лист, у гарячому стані передаються на широкосмуговий стан гарячого плющення. Цех гарячого плющення тонкого листа оснащений агрегатами для забезпечення постачання прокату в листах і рулонах — завширшки від 1000 до 1500 мм. Безперервний тонколистовий стан гарячого плющення «1680» з виробничою потужністю 3,0 млн тонн на рік виробляє смуги завтовшки 2,0-8,0 мм, шириною 1000–1500 мм, масою рулону — до 16,0 т. На трьох профі-легнутих агрегатах виробляється понад 500 сортових (куточки, швелери) і спеціальних фасонних профілерозмірів гнутих профілів з вуглецевої, низько-легованої і неіржавіючої сталі з товщиною стінки від 1,0 до 8,0 мм і з шириною розгортки профілю до 1450 мм.
Відповідно до програми технічного переозброєння, «Запоріжсталь» до 2012 року повинно було перейти на 100 %-у киснево-конвертерну виплавку з безперервним розливанням сталі. Вартість модернізації оцінювалася у 15 млрд грн.
Згідно з даними менеджменту компанії, ПАТ «Запоріжсталь» планує до кінця 2019 р. завершити переговори з кредиторами щодо фінансування проєкту будівництва конвертерного цеху, який має замінити мартенівське виробництво. Сума інвестицій у проєкт становитиме $1,5 млрд. Проєктні роботи будуть завершені в 2020 р. Термін реалізації всього проєкту – 5 років.

## Вплив на довкілля
Станом на 22 лютого 2011 року «Запоріжсталь» входила до десяти об'єктів, які є найбільшими забруднювачами навколишнього природного середовища в Україні.

## Директори
- 1934—1937 — Рогачевський Ісак Захарович
- 1937—1948 — Кузьмін Анатолій Миколайович
- 1948—1956 — Боборикін Анастас Лукич
- 1956—1982 — Юпко Лев Дмитрович
- 1982—1986 — Герасименко Олександр Олександрович
- 1986—2012 — Сацький Віталій Антонович
- 30 липня 2012 — 25 листопада 2019 р. — Шурма Ростислав Ігорович
- 25 листопада 2019 — 3 січня 2023 — Мироненко Олександр Григорович[13][14][15]
- з 3 січня 2023 — Слободянюк Роман Степанович[16]
- з серпня 2024 року — Шевченко Тарас Григорович (в.о.)[17]

## Соціальна відповідальність
У березні 2013 року ПАТ «Запоріжсталь» заявило про початок корпоративнії соціальної програми «Ми — це місто». Це — конкурс соціальних проєктів, у якому активні жителі Запоріжжя у разі перемоги отримували гранти на втілення проєктів покращення інфраструктури міста, культурних, освітніх, спортивних або патріотичних проєктів. Конкурс тривав щорічно до 2019 року.
У грудні 2019 року ПАТ «Запоріжсталь» у Х конкурсі КСВ-кейсів (кейсів корпоративної соціальної відповідальності) отримало нагороду за кращий корпоративний внесок у ціль сталого розвитку № 11 «Сприяння інтегрованості, безпеки, пристосування до змінюваних умов та сталості міст» за конкурс соціальних ініціатив «Ми — це місто».
У березні 2021 року Міністерство охорони здоров'я зареєструвало кисень, що виробляється на комбінаті «Запоріжсталь», як лікарський засіб. Генеральний директор підприємства Олександр Мироненко заявив, що кисень безкоштовно постачатиметься у лікарні для допомоги у лікуванні хворих на COVID-19. За добу комбінат виробляє 70 т кисню.
21 квітня 2021 року в Запорізькій обласній інфекційній клінічній лікарні ввели в експлуатацію кисневу станцію, яка забезпечила подачу кисню до 104 ліжок у закладі. Її будівництво профінансував комбінат «Запоріжсталь».